# Наскальные рисунки в ущелье Сутул
Наскальные рисунки в ущелье Сутул на Северном Кавказе.
Изображения расположены на известковых скалах юрского периода по левой стороне ручья Сутул. Ручей является притоком реки Уруп, впадающим в неё в 15 км ниже станицы Преградной (Карачаево-Черкесия). Самая высокая часть скалы выходит на восток, затем она поворачивает вдоль ручья в юго-восточном направлении. В восточной части обрыва располагается и основное количество рисунков. Далее их становится меньше, а местами все уничтожено осыпями. У основания скалы находится терраса, вероятно, искусственного происхождения. Рисунки нанесены охрой разных оттенков, углем. Они многослойные и, вероятно, наносились на протяжении длительного периода. Древней наскальной живописи на Северном Кавказе вообще обнаружено мало, чаще встречаются петроглифы. Здесь представлены пешие и конные люди, собаки, фантастические существа, различные знаки и символы. Существуют одиночные изображения и композиции, объединённые по определённым принципам.

## Изображения потустороннего мира

Фото 1. Конные и пешие люди, собаки, солярные знаки.

Самая восточная группа изображений концентрируется вокруг кругов с расходящимися от центра лучами. Это конные и пешие люди, а также два свирепых пса, охраняющих всё это снаружи. Окружности — это солярные знаки, но особого рода. С небольшими особенностями они встречаются во многих индоевропейских культурах. В индуизме, джайнизме и буддизме известно колесо Сансары. Это круговорот превращений души, из которого очень трудно выбраться. Попадание в подобную ситуацию в некоторых индийских культах приравнивается к смерти. Но особую роль этот символ играл в мировоззрении ираноязычных племён на Кавказе. У аланов круг с крестообразно расходящимися лучами считался солнцем мёртвых. В осетинском эпосе о нартах колесо Балсага несёт смерть и разрушение, а в период летнего солнцестояния перебивает «хребет» лету и оно идёт на спад. В древних представлениях индоевропейцев собака считалась связующим звеном между мирами живых и мёртвых. Эту роль в греческой мифологии выполнял Цербер. Но именно у аланов вход в преисподнюю охраняли два злобных пса. Таким образом, в данном сюжете отражены представления иранских племён о потустороннем мире. Предполагается, что это были аланы. Но это, требует дополнительных доказательств.

## Представления о богах и земной жизни

Фото 2.Боги, всадники и абстрактные символы.

Следующая смысловая группа радикально отличается от предыдущей. Солярные знаки здесь имеют совсем иной вид. Это круги с точками внутри. До сих пор в Осетии выпекают такие пироги. А точки считаются звёздами. Солярный знак, расположенный над человеческой фигурой свидетельствует о том, что здесь изображено солнечное божество. Рядом, в странном головном уборе, так же находится высшее существо. Оно отличается богатырским телосложением и превосходит размерами окружающих конников. Но затмевает всех расположенный на переднем плане огромный всадник с булавой или топором в руке. Это бог — громовержец, покровитель военной аристократии. Его иконография известна по многочисленным изображениям на различных предметах. У скифов его называли Таргитаем, и там он даже не попадал в пантеон из семи главных богов. То же самое у сарматов. Более того, у обоих народов половину главных небожителей составляли существа женского рода. Здесь же только мужские божества и скачущие кавалеристы. Это алтарь воинов и завоевателей. И потому их божество доминирует над всеми остальными. А у аланов военная аристократия обрела реальную власть в VIII веке. Следовательно, и создание данного места поклонения следует отнести к этому периоду. Позже, к X веку, когда под влиянием Византии и Грузии на Северный Кавказ стало проникать христианство, ментальность здешних жителей стала совсем иной. Изменилась и общая социально — экономическая, политическая, военная ситуация. Но и по настоящее время повелитель грома и молнии Уацилла занимает в осетинской мифологии заметное место. Отдельно следует поговорить об абстрактных знаках, изображённых на скале. Так расположенный здесь в правом верхнем углу символ вполне может быть соединёнными сирийскими буквами М и Х. Несториане, после их отлучения от православия и изгнания из Византии направились на Восток, и значительная часть их оказалась в Великой степи. В захоронениях иногда находят вещи с надписями на аланском языке, выполненные сирийскими письменами. Нельзя исключать и версию с руническими символами.

## Одинокий воин

Фото 3.Одинокий воин.

Среди одиночных персонажей в росписи можно отметить фигуру пешего воина.
В руках он держит щит и что-то вроде боевой палицы. Его поза полна динамики и выражает немедленную готовность вступить в бой. Необычной является лишь волчья или собачья голова бойца. Но для людей древности такие метаморфозы были нормой. У египтян, хеттов, хурритов, иранцев существовали подобные, очень древние боги войны или загробного мира. Поэтому нельзя исключить что и здесь изображено некое архаичное божество, которое ко времени создания капища в какой — то степени утратило своё значение.

## Чудовище

Фото 4. Существо из подземного мира.

Особняком стоит очень странный рисунок. К сожалению, значительная его часть уже разрушена. Но по аналогии с изображением на гробнице аланского правителя Дургулеля Великого можно предположить, что это чудовище из потустороннего мира. Оно уничтожает всё на своём пути. Мир так устроен, что если есть созидательные силы, то должны существовать и разрушительные. В Авесте он наречён Vayu, а скифы звали Vayka-sura. Быть может тот же корень имеет и славянское Вий.

## Заключение
Если обобщить всё сказанное, то перед нами священная «книга» аланов, созданная на скале. Об этом свидетельствуют изображения характерных для данной общности солярных знаков и мифических существ. Причём, здесь отражено мировоззрение именно военной аристократии. Концентрация власти в её руках требовала изменений во всех сферах жизни, в том числе и в духовной. Наиболее активно эти процессы протекали в XVIII — IX веках. Отголоски этой героической эпохи сохранились в эпосе о нартах.